# Аранђеловић
Аранђеловић је српско презиме, настало од мушког имена и речи Аранђел. Може се односити на следеће особе:
- Столе Аранђеловић (1930 - 1993), српски глумац